# Love of My Life
A Love of My Life a kilencedik dal a brit Queen rockegyüttes 1975-ös A Night at the Opera albumán. A szerzője Freddie Mercury énekes volt. Egyike az együttes legismertebb szerelmes dalainak. Az eredeti verzió zongorára íródott, majd később Mercury és Brian May gitáros átdolgozták akusztikus gitár kísérettel, előkészítve a koncertekre. Szinte minden élő fellépésükön eljátszották. 1979-ben a Live Killers albumon szerepelt a koncertverziója, később ez kislemezen is megjelent, és a 63. helyet érte el a brit slágerlistán.

## Dalszerkezet
A dalt Mercury zongorán komponálta, a játéka jól tükrözi klasszikus zongora neveltetését, Chopin és Beethoven befolyását. A stúdióverzióban nem hallható dob, és csak szolid gitárkíséret jellemzi (amely néhol a hegedű hangját utánozza), felfedezhető ugyanakkor a hárfa hangja, amelyet Brian May gitáros kezelt. A zongora mentes volt a Queen-műveket olyannyira jellemző rétegezett hangzástól, egy menetben, élőben vették fel, és nem modulálták a felvételt. May nem volt valódi hárfajátékos, a hárfa-részeket kis csalással vette fel: miután egy akkordot eljátszott, megállította a szalagot, majd ezután újra eljátszotta ugyanazt az akkordot, végül a felvételeket összeollózta. Az egész felvételen egyetlen hárfa akkord ismétlődik. Ugyan a felvételen csak Mercury hangja hallható, az album összes dalához hasonlóan az is háromszorosan egymásra másolták.

## Fogadtatása
Viszonylag kedvező fogadtatásra talált. Bár nem sok kritikus említette meg külön, amelyik igen, az pozitívan értékelte. A New Musical Express kritikusa könnyű, érzelmes dalnak nevezte. Visszatekintő írásában George Starostin „mesterségesen nagyszerű balladaként” jellemezte. Greg Prato, az AllMusic kritikusa ezt írta róla: „a dal különösen kedves Dél-Afrikai rajongók számára, a hatalmas közönség tökéletesen énekelte a koncerteken, megmutatva egyszer és mindenkorra, hogy a zene egy univerzális nyelv”.

## Élőben
A koncerten való előadásra May és Mercury 12-húros akusztikus gitárra dolgozta át: „utálom, ha a színpadra újra kell gyártani a dalokat. Néha azonban szükséges változtatni. Nézd meg például a Love of My Life-ot: a felvételen zongorán játszom, de a színpadon csak Brian kísér akusztikus gitárral, mert így jobban működik”. Mercury később meg is jegyezte, hogy már képtelen lenne a zongoraszólamait eljátszani, mert az évek során rendre akusztikus gitárral adták elő. Az egyik legnépszerűbb daluk volt a koncerteken, a közönség gyakran Mercuryval együtt énekelte a sorokat. May általában a színpad elején ülve gitározott, Mercury gyakran mellette ült, vagy pedig sétálva énekelt. Szerepelt az 1979-es Live Killers koncertalbumon, és az élő verziója kislemezen is megjelent, a 63. helyet érve el a brit slágerlistán. Brazíliában és Argentínában az első lett, és több mint egy évig szerepelt az ottani listákon. Több zenei DVD-n is szerepel: Queen on Fire – Live at the Bowl, Live at Wembley '86 és Return of the Champions, Queen Rock Montreal.
Az első izraeli űrhajós, Ilan Ramon kérésére lejátszották a dalt az űrutazása alatt. Miután véget ért, Ramon így szólt: „Ez egy különleges jó reggelt a feleségemnek, Ronának, életem szerelmének”. Ramon egyike volt azon asztronautáknak, akik 2003-ban a lezuhanó Columbia űrrepülőgépben életüket vesztették.
A 2005–2006-os Queen + Paul Rodgers turnén Brian May énekelte a dalt, és majdnem minden alkalommal Freddie Mercury emlékének ajánlotta, egy figyelemreméltó eset kivételével: a sheffieldi koncerten jelen volt Mercury édesanyja is, May ekkor neki ajánlotta (ez hallható Return of the Champions albumon is).

## Feldolgozások
- Szerepelt Elaine Paige 1988-as The Queen Albumán, amely csak Queen feldolgozásokat tartalmazott.
- Az Extreme együttes gyakran adta elő a koncertjein, és az 1992-es Freddie Mercury emlékkoncerten előadott verziót kislemezen is megjelentették.
- A Nine Inch Nails 1989-es Sin kislemezének volt olyan változata, amelynek B-oldalán ez a dal szerepelt.
- A német Scorpions hard rock együttes 2001-es Acoustica című albumán a dal akusztikus átdolgozása szerepelt.

## Közreműködők
- Ének: Freddie Mercury
- Háttérvokál: Freddie Mercury

Hangszerek:
- Roger Taylor: Ludwig dobfelszerelés
- John Deacon: Fender Precision Bass
- Brian May: Red Special, Gibson, Ovation, Godin akusztikus gitár, hárfa
- Freddie Mercury: Bechstein zongora

## Kiadás és helyezések
| Helyezések \| Év \| Ország \| Helyezés[6] \| \| ---- \| ------ \| ----------- \| \| 1979 \| Anglia \| 63 \| | 7": EMI 2959 (Anglia) 1. Love of My Life – 4:59 2. Now I’m Here – 8:10 |          |
| Év | Ország                                                                 | Helyezés |
| 1979 | Anglia                                                                 | 63       |